# 청각계
청각 기관(聽覺器官)은 듣기를 담당하는 감각 기관이다. 외이, 내이, 중이, 신경으로 구성되어 있으며, 신체 외부의 공기 압력 변화를 전기적 신호로 바꾸는 역할을 한다.

## 개요
음파를 감각 세포까지 유도하는 각종 구조를 총칭하여 청각기라고 한다. 외이·중이·내이(와우)가 여기에 해당한다. 외이에 들어온 공기 진동은 그대로 진행하여 고막을 진동시키고, 그런 다음 중이의 이소골(耳小骨)의 지레 운동에 의해 내이에 기계적으로 전달된다.
내이에서는 기계적 운동이 바깥 림프에 전해져 림프에 파동을 가져오며 이것이 코르티 기관에 도달하면 청각 세포를 자극하여 흥분을 일으킨다. 이와 같이 공기의 진동은 직접 청각 세포에 작용하는 것이 아니라 도중에 있는 장치에서 증폭되어 액체 진동으로 바뀐 다음 감각 세포에 도달한다.

## 같이 보기
- 귀
- 청각
- 소리